# Boog & Elliot 2: Vilde venner mod husdyrene
Boog & Elliot 2 – Vilde venner mod husdyrene (original titel:Open Season 2) er en direkte til video opfølger til 2006-computer animerede film Boog & Elliot - vilde venner produceret af Sony Pictures Animation, instrueret og produceret af Matthew O' Challaghan og co-instrueret af Todd Wilderman.